# خانواده اسکای‌واکر

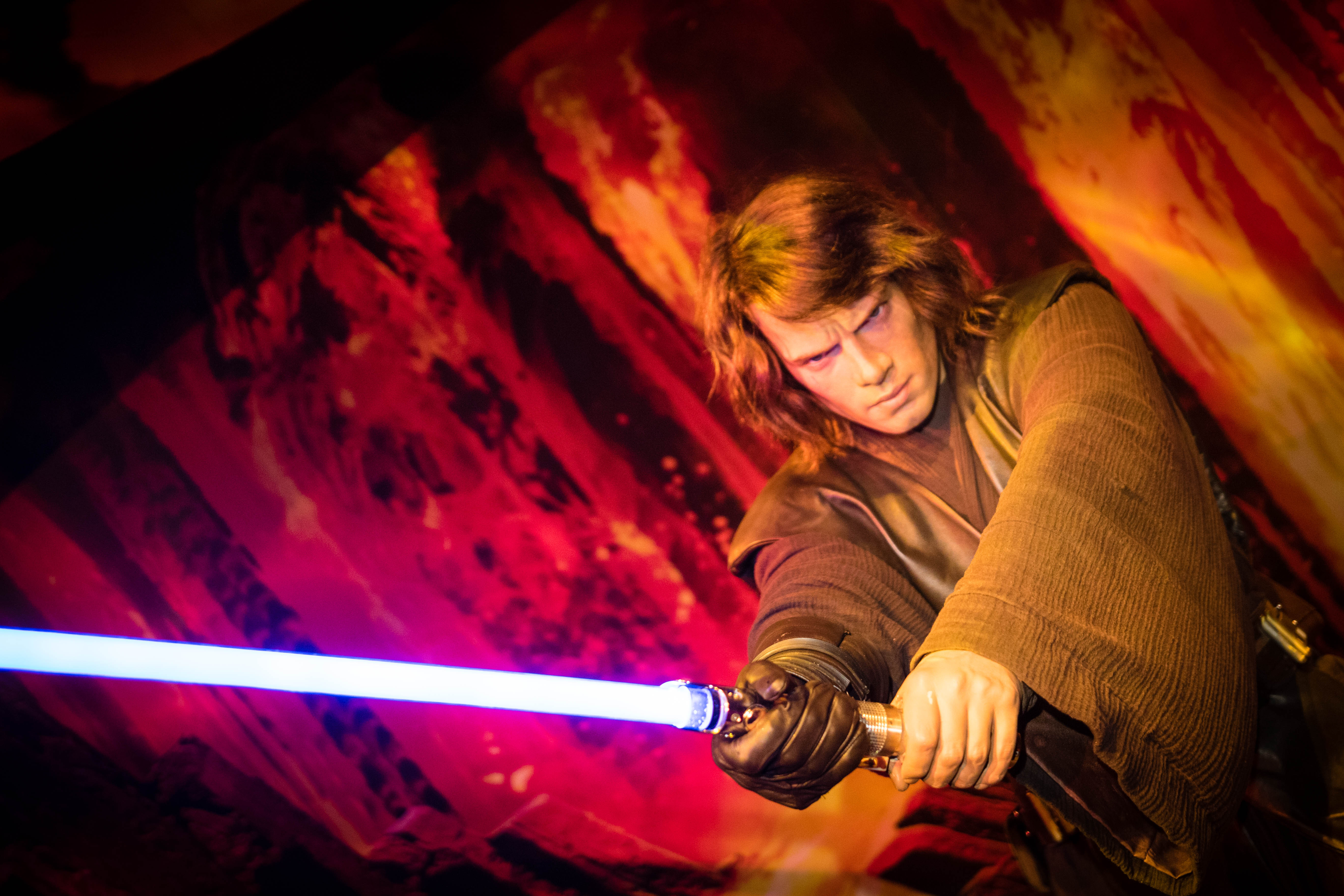
هیدن کریستنسن در نقش آناکین اسکای واکر - موزهٔ مادام توسو.

خانوادهٔ اسکای‌واکر یک خانواده نام‌دار و تخیلی در فرنچایز جنگ ستارگان هستند. در دنیای داستانی مجموعه، اسکای‌واکرها به عنوان یک گروه خونی با قابلیت‌های ذاتی قوی و ارتباط برقرارکننده با نیرو معرفی می‌شوند. لوک اسکای‌واکر، خواهر دوقلویش پرنسس لیا ارگانا و پدرشان دارث ویدر شخصیت‌های اصلی سه‌گانهٔ اصلی فیلم جنگ ستارگان هستند. دارث ویدر، در هویت قبلی خود به‌نام آناکین اسکای‌واکر، شخصیت اصلی سه‌گانهٔ پیش‌درآمد است. مادرش شمی به ترتیب در فیلم اول و دوم شخصیت مکمل داستان است. پسر لیا و هان سولو (و از این رو برادرزاده لوک، نوه آناکین و پادمه، و نوه شمی) بن سولو، که به کایلو رن تغییر نام داد، آنتاگونیست سه‌گانهٔ دنباله است. شمی، هان، و پدمه تنها اعضای این خانواده هستند که به نیرو حساس نیستند.